# 車塚 (伊丹市)
車塚（くるまづか）は、兵庫県伊丹市の町名。現行の行政地名は車塚一丁目から車塚三丁目。住居表示は未実施(地番整理済み区域)。2011年（平成23年）10月1日現在の人口は1,713人。郵便番号664-0872。

## 地理
伊丹市南部。北を南野、北東の一点を安堂寺町、東から南を尼崎市富松町、南西の一点を尼崎市武庫之荘本町、西を野間と接する。
町内の全域が伊丹市立笹原小学校および笹原中学校の校区に属する。

## 歴史
旧大字野間の一部。1973年（昭和48年）に野間の一部を分離して住居表示を実施し、車塚1〜3丁目の町丁を設定した。

### 地名の由来
旧大字野間の小字であった車塚を町名に採用したものである。地名の由来となった前方後円墳の「車塚」は宅地造成により消滅し、現存しない。

## 交通
町内に鉄道および国道、県道は通っていない。鉄道の最寄り駅は阪急神戸線の武庫之荘駅となる。
車塚2丁目と尼崎市富松町4丁目の境界部分には、日本では珍しいロータリー交差点が設けられている。伊丹市バスでは町内に車塚、近畿中央病院前（野間7丁目の近畿中央病院停留所とは別）などの停留所を設置している。

## 施設
- 公立学校共済組合近畿中央病院
- 車塚公園
  - 車塚南自治会館
- サンシティパレス塚口 - 有料老人ホーム。1丁目の大部分を占める。